# Barrage d'Ardıl
Le barrage d'Ardil (en turc Ardil barajı) est un barrage prévu dans le projet d'Anatolie du Sud-est du gouvernement de la Turquie.

## Sources
- (en) Ilisu Dam and HEPP Environmental Impact Assessment Report